# Anandwan

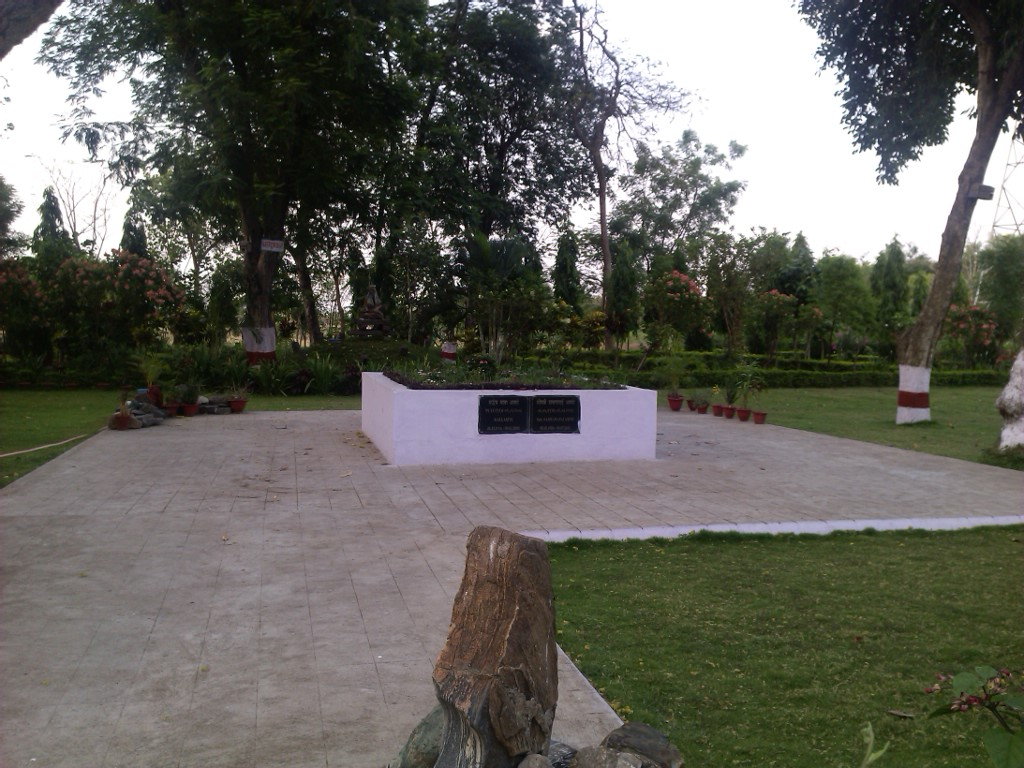
Memorial de Baba Amte em Anandwan

Em 1951, Baba Amte fundou Anandwan para tratar pessoas afetadas pela hanseníase. A Comunidade foi instalada em uma porção de terras abandonadas, cedidas pelo governo, perto de Warora, 200 km ao sul de Nagpur, em Chandrapur (Maharashtra), na parte central da Índia.

Atualmente, Anandwan tem uma área de 200 hectares e uma população de cerca de 3.000 habitantes que são, predominantemente, portadores de algum tipo de deficiência (surdos, cegos, mudos) ou rejeitados pela sociedade, como os portadores de hanseníase e de Aids, e também filhos dessas pessoas. Os residentes exercem diferentes atividades artesanais, industriais, de agricultura orgânica e de reciclagem de lixo que geram fundos para manter a comunidade. Diferentemente do que ocorre em outras partes da Índia, a comunidade conta com boas condições sanitárias.

O paradigma adotado em Anandwan também é aplicado em duas comunidades satélites (em Somnath e em Hemalkasa), que se apoiam mutuamente.

Embora trata-se de uma comunidade quase autossuficiente, parte dos recursos provém de doações   .

## Ver Também
- Comunidades Camphill